# Panagia Chryseleousa (Pano Akourdalia)

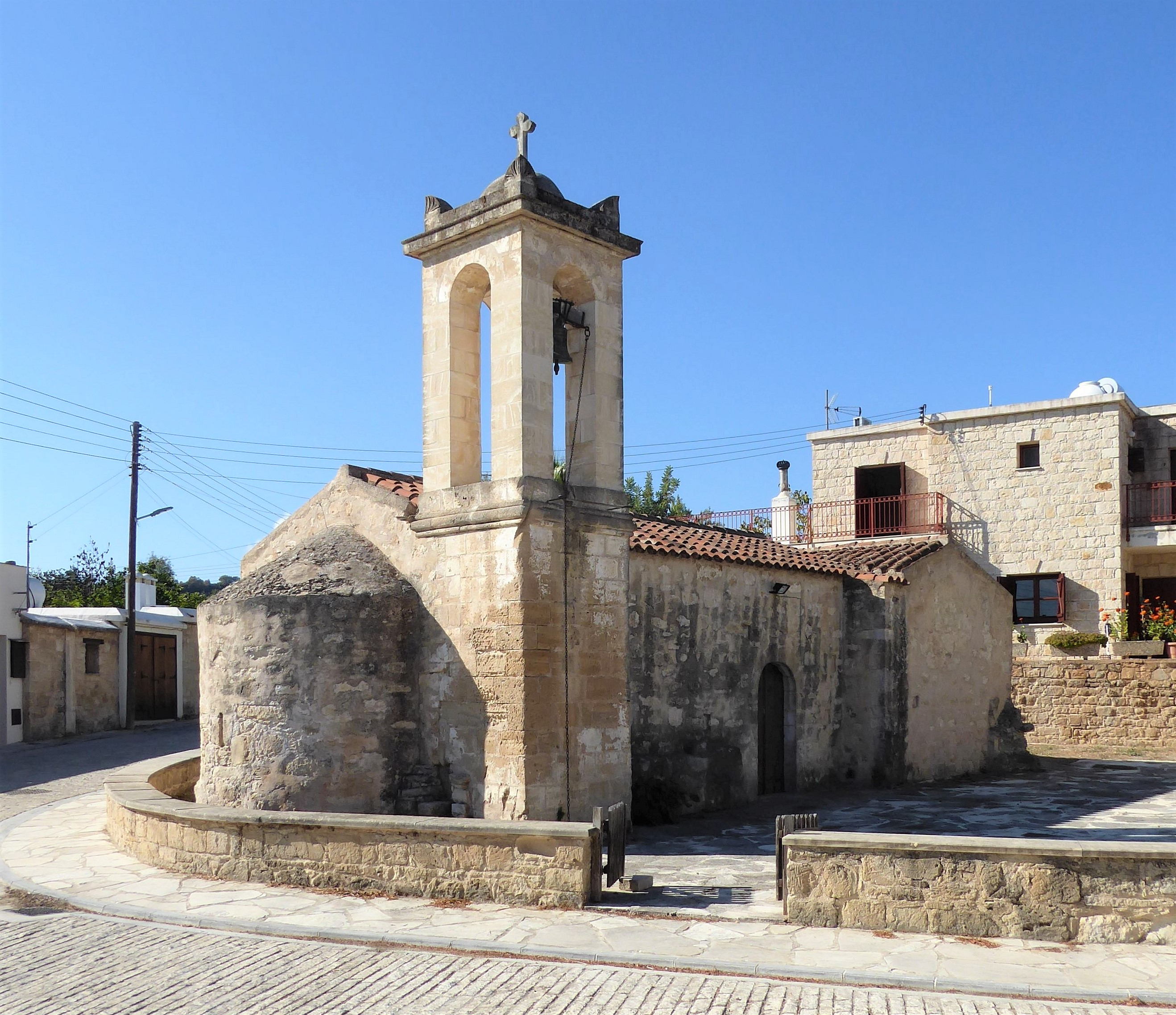
Die Panagia Chryseleousa

Die Panagia Chryseleousa (griechisch Παναγία Χρυσελεούσα) ist ein Kirchengebäude der zyprisch-orthodoxen Kirche in Pano Akourdalia im Bezirk Paphos auf Zypern. 

## Geschichte
Die Panagia Chryseleousa  wurde im 16. Jahrhundert errichtet, geht aber vermutlich im Kern auf das 12. Jahrhundert zurück. Sie gehört zum Typus kleiner  spätbyzantinischer Saalbauten, die einschiffig und mit einem Gewölbe ausgestattet sind. Von dieser Bauform sind in Zypern 22 Kirchen nachweisbar, die im 15. und 16. Jahrhundert errichtet oder auf Basis älterer Vorgänger umgebaut wurden. Bei der Panagia Chryseleousa ist das Gewölbe mit Querrippen versehen, außerdem finden sich im Inneren spitze Blendbögen. Zu einem unbekannten Zeitpunkt wurde das Gotteshaus im Westen durch einen Querbau erweitert. Die Kirche war ursprünglich vollständig mit Fresken ausgemalt, die jedoch bis auf wenige Reste, die in das 12. Jahrhundert datiert werden, unter den neueren Putzschichten verloren gegangen sind. Nach Beschädigungen durch ein Erdbeben im Jahr 1995 wurde die Kirche renoviert.